# Sacramento (rijeka u Meksiku)
Sacramento je rijeka u Meksiku u meksičkoj saveznoj državi Chihuahua. Rijeka Sacramento je pritoka rijeke Chuviscar. Duga je oko 65 km. Izvire u planinskom lancu Sierra de Majalca, a kod grada Chihuahua ulijeva se u rijeku Chuviscar.

## Povijest
Godine 1847. u sukobu na obali rijeke tijekom američko-meksičkog rata, snage SAD-a pobijedile su meksičku vojsku. Sukob se naziva bitka kod Sacramenta.